# Ibalia anceps
Ibalia anceps är en stekelart som beskrevs av Thomas Say 1824. Ibalia anceps ingår i släktet Ibalia och familjen skärknivsteklar. Inga underarter finns listade i Catalogue of Life.